# Alena Amjaljussik
Alena Wassiljeuna Amjaljussik (belarussisch Алена Васільеўна Амялюсік, russisch Алёна Васильевна Омелюсик , Jelena Wassiljewa Omeljussik; englische Transkription Yelena Omelyusik oder Alena Amialiusik; * 6. Februar 1989 in Babrujsk, Belarussische SSR, Sowjetunion) ist eine belarussische Radrennfahrerin, die auf Straße und Bahn aktiv ist. Sie ist elffache belarussische Meisterin (Stand 2019).

## Sportlicher Werdegang
Nachdem Amjaljussik bei der Straßen-Europameisterschaft der Junioren im Einzelzeitfahren Rang drei belegt hatte, widmete sie sich im Erwachsenenbereich zunächst vor allem dem Bahnradsport. Bei den UCI-Bahn-Weltmeisterschaften 2008 wurde sie in der Mannschaftsverfolgung gemeinsam mit Aksana Papko und Tazzjana Scharakowa Vierte. Ebenfalls 2008 wurde sie Neunte bei den Bahn-Europameisterschaften der U23 Neunte im Punktefahren und Sechste im Scratch.
Auf der Straße wurde sie bis 2014 sechsmal belarussische Meisterin, je dreimal im Straßenrennen und im Einzelzeitfahren. Sie vertrat ihr Land bei den Olympischen Spielen in London im Straßenrennen und belegte Rang 15. Sie gewann je eine Etappe der Route de France Féminine 2012, Tour de l’Ardèche 2013 und 2014, Vuelta Internacional Femenina a Costa Rica 2014 sowie zwei Etappen der Vuelta Ciclista Femenina a el Salvador 2014, wo sie Zweite der Gesamtwertung wurde. Zuvor hatte sie 2014 bereits das Eintagesrennen Grand Prix El Salvador gewonnen. Zum Saisonabschluss gewann sie die Gesamtbergwertung des Rad-Weltcup der Frauen 2014.
2015 wurde Amjaljussik gemeinsam mit Lisa Brennauer, Karol-Ann Canuel, Barbara Guarischi, Mieke Kröger und Trixi Worrack Weltmeisterin im Mannschaftszeitfahren, bei den Europaspielen errang sie die Goldmedaille im Straßenrennen. Im Jahr darauf startete sie bei den Olympischen Spielen in Rio de Janeiro: Im Straßenrennen belegte sie Platz 13, im Einzelzeitfahren Platz 11. 2018 wurde sie mit der Mannschaft von Canyon SRAM Vize-Weltmeisterin im Mannschaftszeitfahren, im Jahr darauf erneut Weltmeisterin.

## Erfolge
2007
- Junioren-Europameisterschaft – Einzelzeitfahren

2011
- Europameisterschaft (U23) – Straßenrennen
- Belarussische Meisterin – Straßenrennen, Einzelzeitfahren

2012
- eine Etappe Route de France Féminine
- Belarussische Meisterin – Einzelzeitfahren

2013
- Mannschaftszeitfahren Vuelta Ciclista Femenina a el Salvador
- eine Etappe Tour Cycliste Féminin International de l’Ardèche
- Belarussische Meisterin – Straßenrennen, Einzelzeitfahren

2014
- Weltmeisterschaft – Mannschaftszeitfahren
- zwei Etappen Vuelta Ciclista Femenina a el Salvador
- Grand Prix El Salvador
- eine Etappe Vuelta Internacional Femenina a Costa Rica
- Belarussische Meisterin – Straßenrennen, Einzelzeitfahren

2015
- Weltmeisterin – Mannschaftszeitfahren (mit Lisa Brennauer, Karol-Ann Canuel, Barbara Guarischi, Mieke Kröger und Trixi Worrack)
- Europaspiele – Straßenrennen
- Mannschaftszeitfahren Energiewacht Tour
- Gesamtwertung und eine Etappe Gracia Orlová
- Winston-Salem Classic
- Belarussische Meisterin – Straßenrennen, Einzelzeitfahren

2016
- Weltmeisterschaft – Mannschaftszeitfahren (mit Trixi Worrack, Mieke Kröger, Elena Cecchini, Lisa Brennauer und Hannah Barnes)
- eine Etappe Gracia Orlová

2018
- Weltmeisterin – Mannschaftszeitfahren (mit Alice Barnes, Hannah Barnes, Elena Cecchini, Trixi Worrack und Lisa Klein)
- Belarussische Meisterin – Straßenrennen, Einzelzeitfahren

2019
- Mannschaftszeitfahren Giro d’Italia Femminile

2021
- eine Etappe Lotto Belgium Tour